# 박태주
박태주는 대한민국 영화배우이다. 2009년 사요나라 이츠카 (サヨナライツカ)에서 타츠카 역으로 데뷔했다. 2010년 <포화속으로>에서 전원책역을 맡았다.

## 활동
- 서울컬렉션다수
- 의류브랜드 커스텀멜로우 지면촬영
- 영화 이재한감독 <사요나라이츠카> 타츠카 역
- 더쇼엔터테인먼트남자부문대상수상
- 영화 이재한감독 <사요나라 이츠카> 타츠카 역
- 영화 이재한감독 <포화속으로> 전원책 역
- 영화 이연우감독 <피끓는 청춘>  불사조파2 역